# Марфино (район Москвы)
Ма́рфино — район в Северо-Восточном административном округе Москвы и одноимённое внутригородское муниципальное образование. Современный район Марфино географически имеет замкнутые границы, которые проходят по оси полосы отвода главного хода Октябрьской ЖД, далее по юго-западной и западной границам полосы отвода Савёловского направления МЖД, оси полосы отвода Малого кольца МЖД, северо-западным границам территории Главного ботанического сада РАН, оси Ботанической улицы (исключая территорию опытного поля Главного ботанического сада РАН), далее на юг, пересекая улицу Академика Королёва, по оси улицы Дубовая роща до Октябрьской ЖД.

## История
Впервые Марфино упоминается в межевой книге за 1560 год как пустошь. Как деревня, Марфино впервые упомянута в грамоте царя Михаила Фёдоровича: 19 сентября 1619 года Марфино вместе с селом Владыкино даруется в вечное потомственное владение Дмитрия Михайловича Пожарского за мужество и верность престолу во время нашествия (Собрание государственных грамот и договоров, 3, 312), однако в 1623 году деревня возвращается обратно во владение Богоявленского монастыря.
После обмена землями между Патриархом Никоном и Богоявленским монастырём в 1653 году Марфино переходит во владение Патриарха.
В 1688 году Патриарх соглашается подарить деревню Марфино монастырской братии. После этого монастырь владел Марфино в течение века. Монастырь остаётся хозяином Марфино вплоть до 1764 года, пока Екатерина II не забирает в казну земли всех монастырей. Екатерининская реформа затронула и Богоявленский монастырь, который лишился большинства своих земель. По данным ревизии 1744 года в селе было населения 32 души. 30 четвертей земли занимало поле. Работников насчитывалось лишь 10 человек, земли они под собой за малостью не имеют, а получают от монастыря жалованье, каждый в год — по 2 рубля, хлеба по 6 четвертей, а подушные деньги (то есть налоги за этих работников) платит в казну монастырь. Сенных покосов было 20 копен, лесу пашенного и не пашенного — 2 десятины. Кроме того в Марфино имелось 3 пруда копанные с рыбою, скотный завод.
Со второй половины XVIII века в Марфино появляется надомное ткацкое производство, в котором активно применялся труд девочек. Женщины и девочки изготавливали носки, чулки и перчатки, пользующиеся неплохим спросом в Москве.
На карте начала XIX в. Марфино окружено полями, к востоку от которых — парк Шереметьевых, переходящий к северу в лес, к западу — в подлесок, простиравшийся до самой дороги на Дмитров, к югу от Марфино раскинулись поля, простиравшиеся до самой Бутырской слободы. Часть земель, окружающих его, принадлежала Богоявленскому монастырю. На этих землях высился красивый декоративный лес, но монастырское начальство распорядилось вырубить его.
1877 год. В Марфино (скорее всего не в самом сельце, а в районе Кашёнкина Луга) работает трактир. В 34 дворах стоит 36 домов, из 190 жителей сельца 16 находятся в других местностях на заработках, 9 мужчин и 1 женщина в Марфино являются грамотными. По возрастам жители распределялись следующим образом: моложе 15 лет было 54 человека, от 15 до 25 лет — 32 человека, старше 60 лет — всего лишь 7 человек, то есть менее 4 % населения. Средняя продолжительность жизни не превышала 40 лет.
24 октября 1885 года в Марфино был открыт Александро-Марфинский детский приют с начальной школой, созданный и действовавший на деньги Богоявленского монастыря. Приют был создан для мальчиков-сирот и детей беднейших семей родителей духовного звания и посвящён памяти о коронации Их императорских величеств в 1883 году. В приюте обучали и столярному и переплётному ремеслу, и пению и игре на скрипке. Отличившимся ученикам вручались подарки. Всем, кто оканчивал училище, вручалось святое Евангелие. С открытием приютской церкви Марфино перестало быть деревней и приобрело статус сельца.
До 1905 года Марфино входило в состав Второго полицейского Стана Московского уезда. 19 декабря 1905 года Высочайше утверждённым Мнением Государственного совета Российской империи Марфино из ведения Московской уездной полиции передаётся в ведение Московской столичной полиции.
1923 год становится последним для храма в Марфино. В этот год Сокольнический райисполком принимает решение просить городские власти закрыть домовую церковь при детском доме (приют к этому времени был преобразован в детский дом) и передать помещение церкви детскому саду.
29 ноября 1927 года Постановлением ВЦИК Марфино вместе с Ростокино, Алексеевским и Нижними Лихоборами было включено в состав Москвы. В 1928 году Марфино (уже в границах Москвы) представляет собой небольшой посёлок, расположенный по обе стороны Большой Марфинской улицы. В полуверсте от Марфино по дороге на Останкино расположен другой населённый пункт — Кашёнкин Луг, получивший своё название от реки Кашёнки (а точнее, Каменки) — одного из правых притоков реки Яуза, которая в настоящее время заключена в трубу и спрятана под землю.
На карте Ростокинского района 1937 года д. Марфино лежит к северу от Каменки. В восточной части Марфино — большой прямоугольник, по-видимому детский дом, в северной части его территории небольшой прудик. Между Марфино и Сусоколовским шоссе — лес, в центре которого — небольшое болотце. Между Кашёнкинскими улицами и Октябрьской железной дорогой, а также между Кашёнкиным Лугом и Марфино — целая дивизия парников, по-видимому это уже совхоз «Марфино». После Великой Отечественной войны помещение бывшего приюта было передано в ведение НИИ автоматики. Здесь размещалась знаменитая «шарашка» (исследовательский институт МГБ, где работали привезённые из лагерей, лишённые свободы специалисты), описанная А. И. Солженицыным в книге «В круге первом». По сути, «Марфинская шарашка» дала начало району Марфино. Марфинская лаборатория была переведена в статус научно-исследовательского института. Сегодня это головное предприятие ОАО «Концерн „Автоматика“». Вместе с институтом рос район Марфино. Первый пятиэтажный дом строили сами сотрудники. Постепенно все дома деревни Марфино снесли и на их месте построили городские. Так появились первые улицы — Ботаническая, Малая Ботаническая, Академика Комарова.
За 70 лет, до тех пор пока Марфино не стало самостоятельным районом, оно успело побывать в составе пяти различных районов. В 1977 году Марфино входит в состав Кировского района Москвы. В 1991 году был образован муниципальный округ Марфино, а в 1995 году он получает статус района Москвы.
В Марфино природоохранных комплексов всего 3: бульвар по Гостиничной улице площадью 2 га, проектный бульвар по улице Комдива Орлова площадью 2,9 га, Владыкинское кладбище площадью 1,1 га. Из всех районов СВАО Марфино занимает последнее место по количеству природных комплексов на своей территории. Правда и сам район весьма невелик.
Южная часть района Марфино была отдельным населённым пунктом и носила наименование Кашёнкин Луг. До сих пор одна из улиц Марфино носит это название. Оно появилось в результате ошибки, допущенной в 19 веке, когда писарь вместо Каменкин Луг (то есть луг на реке Каменке) случайно написал «Кашёнкин Луг». Новое название прижилось, и мало кто из жителей ул. Кашёнкин Луг вообще подозревают о том, что в трубе рядом с ними протекает речка Каменка, давшая название их улице и местности. С 1925 года улица, ведущая от Кашёнкина Луга к дороге на Сергиев Посад, получила название Большой Кашёнкинской улицы. 1 марта 1966 года она была переименована в улицу Академика Комарова.

## Население
| 2002    | 2010    | 2012    | 2013    | 2014    | 2015    | 2016    |
| ------- | ------- | ------- | ------- | ------- | ------- | ------- |
| 23 971  | ↗26 955 | ↗27 307 | ↗31 015 | ↗32 110 | ↗32 691 | ↗33 009 |
| 2017    | 2018    | 2019    | 2020    | 2021    | 2023    | 2024    |
| ↗33 640 | ↗35 196 | ↗35 387 | ↗35 579 | ↗36 407 | ↗36 566 | ↗36 742 |

### Национальный состав
По итогам переписи населения 2020 года проживали следующие национальности (национальности менее 0,1 % и другое, см. в сноске к строке «Другие»):
| Национальность | Численность, чел. | Доля     |
| -------------- | ----------------- | -------- |
| Русские        | 29 316            | 80,52 %  |
| Татары         | 376               | 1,03 %   |
| Армяне         | 200               | 0,55 %   |
| Грузины        | 105               | 0,29 %   |
| Украинцы       | 105               | 0,29 %   |
| Евреи          | 100               | 0,27 %   |
| Узбеки         | 67                | 0,18 %   |
| Азербайджанцы  | 65                | 0,18 %   |
| Чеченцы        | 64                | 0,18 %   |
| Таджики        | 39                | 0,11 %   |
| Киргизы        | 37                | 0,10 %   |
| Другие         | 5933              | 16,30 %  |
| Итого          | 36 407            | 100,00 % |

## Автомобильные дороги
Автомобильная обеспеченность района отстаёт от остальных районов СВАО. Из-за нарушений СНиП при строительстве микрорайона 51-52 места для дорог в этом районе практически не осталось, и поэтому автодорожное строительство здесь вызывает противодействие жителей домов, чьи окна выходят на будущие дороги.
На данный момент в качестве одной из важнейших транспортных магистралей района выступает улица Комдива Орлова, вливающаяся в Ботаническую улицу, которая за Первым Алтуфьевским путепроводом переходит в Алтуфьевское шоссе.
На севере района вдоль малого кольца МЖД проходит Станционная улица, дублируемая по другую сторону железной дороги в районе Отрадное Сигнальным проездом. Станционная улица и Сигнальный проезд в ближайшее время войдут в состав двух новых автомагистралей — Северо-Западной хорды и Северо-Восточной хорды.